# 奇维泰拉-德尔特龙托
奇维泰拉-德尔特龙托（義大利語：Civitella del Tronto），是意大利泰拉莫省的一个市镇。总面积77平方公里，人口5438人，人口密度70.6人/平方公里（2009年）。ISTAT代码为067017。